# 0 (број)
0 (нула или ништица) је број, нумерал и име глифа који представља тај број. То је цео број који следи после броја -1, а претходи броју 1.

## У математици
За сваки број x важи:
+0 = 0+x = 
-0 = x, 0- x = 
·0 = 0·x = 0
0/ = 0
x/0 → ∞, за x различито од 0
0/0 - недефинисано
0 = 0, ако је  различито од 0
0 = 1, ако је  различито од 0
00 = 1

## Историја

### Древни Блиски исток
Древни египатски бројеви су имали основу 10. Они су користили су хијероглифе за цифре и нису били позициони. До 1770. године пре нове ере, Египћани су имали симбол за нулу у рачуноводственим текстовима. Симбол нфр, што значи лепо, такође је коришћен да означи основни ниво на цртежима гробница и пирамида, а растојања су мерена у односу на основну линију као да су изнад или испод ове линије.
До средине 2. миленијума пре нове ере, Вавилонска математика је имала софистицирани сексагезимални позициони бројевни систем. Недостатак позиционе вредности (или нуле) означен је размаком између сексагезималних бројева. На плочи откривеној у Кишу (која датира већ из 700. године пре нове ере), писар Бел-бан-аплу је користио три куке као чувар места у истом вавилонском систему. До 300. године п. н. е., симбол интерпункције (два нагнута клина) је кооптиран да служи као чувар места.

### Преколумбијске Америке
Мезоамерички календар дугог бројања развијен у јужном централном Мексику и Централној Америци захтевао је употребу нуле као чувара места у оквиру свог вигесималног (основа-20) позиционог нумеричког система. Многи различити глифови, укључујући овај парцијални четворолист —  — коришћени су као нулти симбол за ове датуме дугог бројања, од којих је најранији (на Стели 2 у Чијапа де Корзо, Чијапас) има датум 36. п. н. е.
Пошто се осам најранијих датума дугог бројања појављује изван домовине Маја, генерално се сматра да је употреба нуле у Америци претходила Мајама и да је вероватно изум Олмека. Многи од најранијих датума дугог бројања пронађени су у срцу постојбине Олмека, иако је цивилизација Олмека окончана у 4. веку п. н. е., неколико векова пре најранијих познатих датума дугог бројања.

### Класична антика
Древни Грци нису имали симбол за нулу (μηδεν) и нису користили цифре за њу. Сматра се да нису имали јасан став о нули као броју. Питали су се: „Како ништа може бити нешто?”, што је довело до филозофских и, до средњовековног периода, религиозних аргумената о природи и постојању нуле и вакуума. Парадокси Зенона из Елеје зависе великим делом од несигурног тумачења нуле.
До 150. године наше ере, Птоломеј је, под утицајем Хипарха и Вавилонаца, користио симбол за нулу у свом раду о математичкој астрономији под називом Syntaxis Mathematica, такође познат као Алмагест. Ова хеленистичка нула је била можда најранија документована употреба броја који представља нулу у старом свету. Птоломеј га је много пута користио у свом Алмагесту (VI.8) за магнитуду помрачења Сунца и Месеца. Нула је представљала вредност цифара и минута урањања при првом и последњем контакту. Цифре су континуирано варирале од 0 до 12 до 0 док је Месец пролазио преко Сунца (троугласти пулс), где је дванаест цифара представљало угаони пречник Сунца. Минути урањања су табеларно приказани од 0′0″ до 31′20″ до 0′0″, где је 0′0″ кориштено као симбол чувара места у две позиције тог сексагезималног позиционог нумеричког система, док је комбинација значила нулти угао. Минути потапања је такође били непрекидна функција 1/12 31′20″ √d(24−d) (троугаони импулс са конвексним странама), где је d била функција цифара, а 31′20″ збир полупречника Сунчевог и Месечевог диска. Птолемејев симбол је био чувар места као и број који су користиле две непрекидне математичке функције, једна у другој, тако да је значио нула, а не ниједан.
Најранија употреба нуле у израчунавању јулијанског Ускрса забележена је пре 311. године, при првом уносу у табели епакта која је сачувана у етиопском документу за године од 311. до 369. године, користећи реч гиз за „ниједан“ (Енглески превод је „0“ на другим местима) поред гиз бројева (заснованих на грчким бројевима), што је преведено из еквивалентне табеле коју је објавила Александријска црква на средњовековном грчком. Ова употреба је поновљена 525. године наше ере у еквивалентној табели, коју је Дионисије Мали превео преко латинске речи nulla или „ништа“, уз римске бројеве. Када је дељење дало нулу као остатак, коришћен је израз nihil, што значи „ништа“. Ове средњовековне нуле користили су сви будући средњовековни калкулатори Ускрса. Почетно „N“ је коришћено као симбол нуле у табели римских бројева од стране Беде — или његових колега око 725. године нове ере.

### Кина
Суенци Суанђинг, непознатог датума, мада се процењује да датира од 1. до 5. века нове ере, и јапански записи датирани из 18. века, описују како је око Кинески систем бројних штапова из 4. века омогућио је децималне прорачуне. Као што је примећено у Сјахоу Јанговом математичком приручнику (425–468) који наводи да множење или дељење броја са 10, 100, 1000 или 10000, захтева да се штапови на табли за бројање помере унапред, или уназад, за 1, 2, 3 или 4 места. Према Историји математике, штапови су „дали децимални приказ броја, са празним простором који означава нулу.“ Систем бројних штапова сматра се системом позиционих записа.